# Marguerite Cresty
Marguerite Cresty (née Marguerite Buret à Taverny le 25 juin 1841 et morte à Vernou-sur-Brenne le 27 janvier 1922) est une aquarelliste française.

## Biographie
Elle est élève auprès d'Honorine Emeric Bouvret, Ludovic-Napoléon Lepic et François-Louis Français.
Dans La Gazette des femmes (Revue du progrès des femmes) du 25 juin 1882, elle est remarquée pour ses aquarelles.
En 1887, elle expose au salon annuel organisé par la Société des artistes français au Palais des Champs-Élysées à Paris.
Adolphe Pieyre la cite dans Le salon de Nimes en 1888 : « J'aime mieux les roses trémières (aquarelle) de Mlle Marguerite Cresty, qui sont ravissantes. Voilà un envoi de l'État qui mériterait bien de figurer au musée de notre ville. ».
Elle est exposée à la galerie Préaubert à Nantes en mai 1889 et en février 1893,.
En 1893, elle donne des cours d'été de peinture à Clisson chez Monsieur Préaubert, rue du Calvaire. Le baron Alphonse de Rothschild donne au musée de Cholet l'aquarelle Hortensias qu'elle a réalisée.

## Œuvres
- Les Pavots, 1er quart du XXe siècle, aquarelle sur papier, dessin préparatoire à la mine de plomb 77,9 × 56,2 cm, de Marguerite Cresty
- Roses trémières, aquarelle, 46 × 62 cm

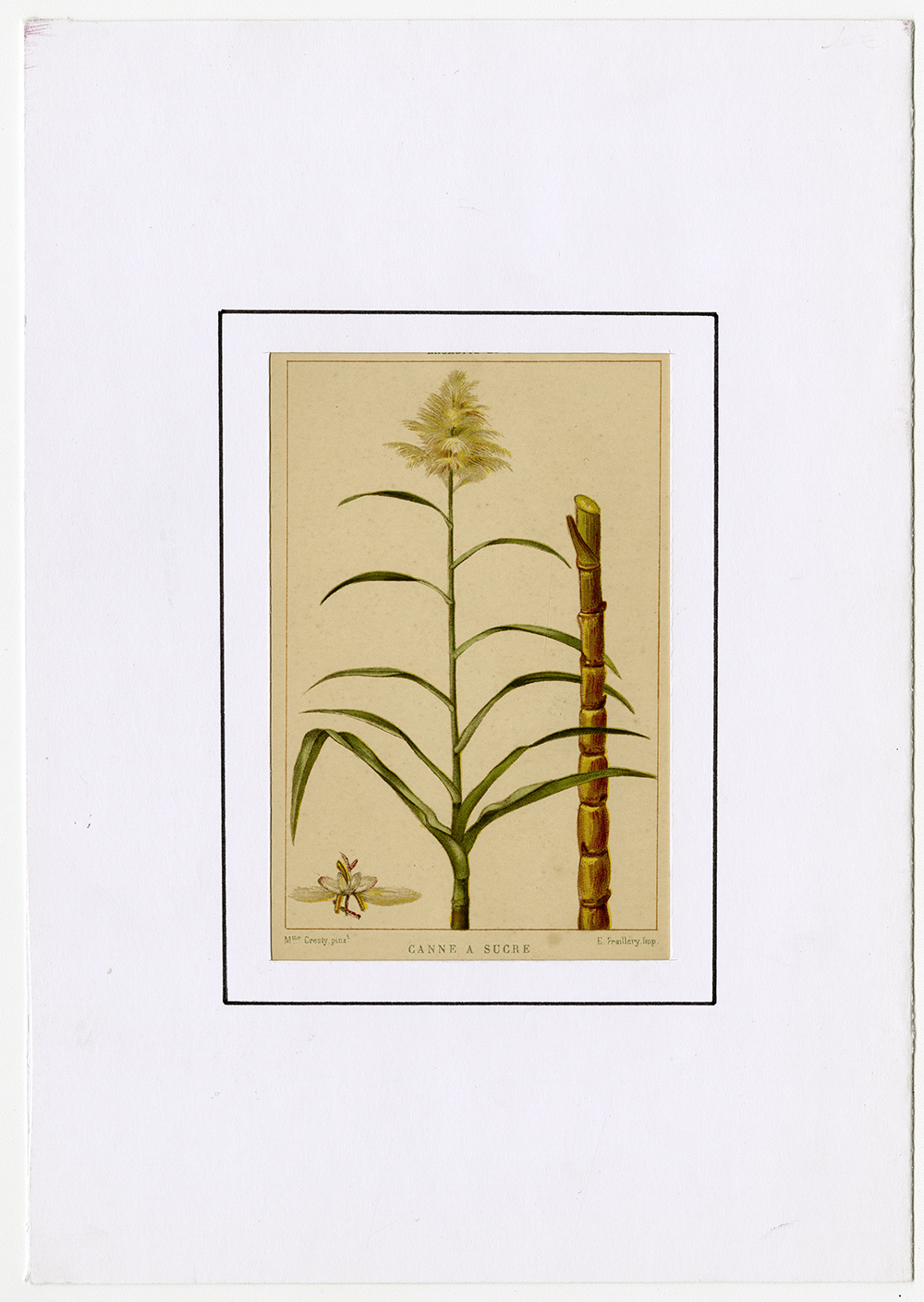
Canne à sucre, estampe